# 1404 Ajax
För andra betydelser, se Ajax.
1404 Ajax eller 1936 QW är en trojansk asteroid i Jupiters lagrangepunkt L4. Den upptäcktes 17 augusti 1936 av den tyske astronomen Karl Wilhelm Reinmuth i Heidelberg. Den har fått sitt namn efter Ajax i den grekiska mytologi.
Asteroiden har en diameter på ungefär 83 kilometer.